# Saint-Côme-de-Fresné

Saint-Côme-de-Fresné este o comună în departamentul Calvados, Franța. În 1 ianuarie 2022 avea o populație de 252 de locuitori.